# Mestre Pastinha
 (mars 2020).
Si vous disposez d'ouvrages ou d'articles de référence ou si vous connaissez des sites web de qualité traitant du thème abordé ici, merci de compléter l'article en donnant les références utiles à sa vérifiabilité et en les liant à la section « Notes et références ».
Mestre Pastinha (1889-1981), de son vrai nom Vicente Ferreira Pastinha, est un grand maître de la capoeira. 

## Biographie
Au début des années 1930, il a donné ses lettres de noblesse à cet art véhiculé depuis des décennies avant lui par les anciens esclaves africains. Il a créé la première école de capoeira Angola tout en établissant une méthode d'enseignement qui était basée sur les anciennes traditions. Il a aussi écrit le premier livre sur le sujet, où il expose sa propre conception philosophique de la capoeira.
C'est Mestre Pastinha qui a institutionnalisé les couleurs pour les vêtements des capoeiristes (T-shirt jaune, pantalon noir) comme uniforme. Ces couleurs proviendraient à l'origine du maillot de l'équipe de football préférée du maître, Ypiranga.
Il a constitué l'orchestre (la bateria) traditionnel qui accompagne cet art : trois berimbaus, deux pandeiros, un atabaque, un reco-reco, un agogo. Il a aussi formé de grands capoeiristas angoleiros comme Mestre João Grande, Mestre João Pequeno...